# クロイドン空港
クロイドン空港（クロイドンくうこう、Croydon Airport）は、かつてイギリスのロンドン南郊のクロイドンにあった空港。空港コードはEGCR (ICAO) 。　

## 概要
1920年開設当時、クロイドン飛行場（Croydon Airdrome、ICAOコード： EGCR）はロンドンの主な空港であり、戦間期には1932年にインペリアル航空が世界最長の空輸ルートを開きクロイドン − ケープタウン − デリーを結ぶ。商用旅客便は機体トラブルの不安をぬぐい切れず1938年まで見合わせたものの、イギリス唯一の国際空港として運営された。イギリス国内最多の航空貨物と郵便、旅客を扱ったこと、航空産業において世界初の航空管制を敷き、また新古典主義様式のターミナルビルは初めて旅客専用に設けられた建築物という特徴を備える。1939年のナチスによるプラハ侵攻直前の3月7日、親善特使としてベルリンから着陸したのは第三帝国ドイツ婦人事業団配下の全国社会主義女性連盟代表ガードルート・シュロルツ・クリンク Gertrud Scholtz-Klink である。
第二次世界大戦中、当地はイギリス空軍 RAFクロイドン空港と改称、イギリス空中戦において軍用空港として活用される。1943年にイギリス空軍空輸部隊（英語版）設立に伴い、この空港からイギリス軍部隊をヨーロッパ圏ならびに世界の戦線へ送り出した。
ふたたび民生用空港に戻った戦後はインペリアル航空などのハブ空港として機能していたものの、ジェット旅客機の就航などを受けて設備の旧態化が進んだことから、1959年に閉鎖された。営業中に空港名を7回改称している。
閉鎖後ロンドンの空の玄関としての役割は、ヒースロー空港やガトウィック空港など、設備が更新された国際空港に受け継がれた。現在跡地には記念公園などが置かれている。
空港ターミナルビルならびにゲートロッジ（英: Gate Lodge）は1978年、指定建築物の2級（Grade II）指定を受け、イングランド歴史的建造物・記念物委員会）が見直した結果2017年5月にGrade II*に格上げされた。なおこのとき、長年にわたり補修が行き届かなかったゲートロッジは危機にある歴史遺産（Heritage at Risk）に指定された。

## 1960年代以降

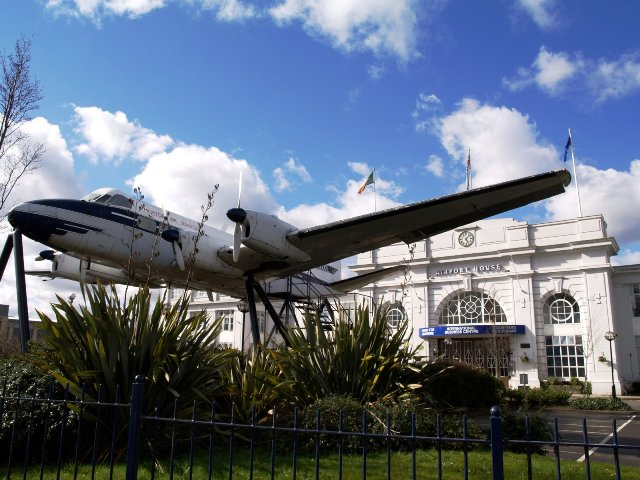
旧ターミナルビルとデハビランド社製ヘロン（Heron）

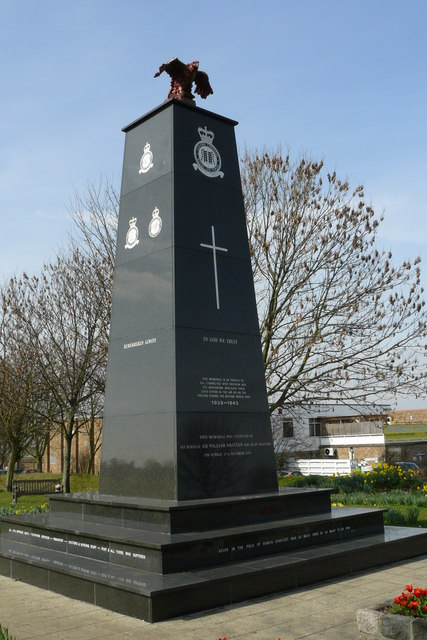
イギリス空軍戦争記念碑（イギリス空中戦）

空港の敷地は大部分が転用され、複数の旧空港建物はその特徴的な外観をパーリー通り（Purley Way、国道A23号ロンドン–ブライトン線）から眺めることができる。旧ターミナルビルは「エアポートハウス」と呼ばれ、旧管制塔は見学者センターに転用された。
エアポートハウス正面広場には、台座に据え付けた1950年代のプロペラ旅客機デ・ハビランドヘロンを陳列し、塗装はモートン航空 Morton Air Services の外装と機体記号「G-AOXL」を採用した。1959年9月30日に当地最後の旅客を乗せて飛び立った運行便を記念している。またイギリス空中戦の戦没者記念碑はターミナルビルの南にたたずむ。
かつて空港の開設によって分断された街路「プラウ・レーン」は空港廃止後もその形状を保ち1本につながっていない。空港用地は公園に作り変え、また住宅地のラウンドショー住区（英語版）を開設し、域内の生活道路には飛行士や航空関連の名前を冠した。かつての西北西-東南東方向の滑走路の跡は旧管制塔の南側に残り、前述の#パーリー通りの西側のラウンドショー公園にある。東西それぞれ 400フィート (120 m) を占め、地理座標は北緯51度21分04秒 西経0度07分03秒 / 北緯51.351067度 西経0.117449度。B 格納庫に続く誘導路跡が「腕」のように見える。旧滑走路は散歩道として、模型飛行機愛好家、地元のサッカーチーム、あるいは野球チームの「クロイドン・パイレーツ」（ 英語版）が利用する。
ラウンドショー住区の教会が外壁にかかげる十字架は、かつて第二次大戦中にクロイドンを母港としたスピットファイアのプロペラを加工したという。
現在も「クロイドン空港」という名前でタクシーに行き先を告げたり道案内をし、またクロイドン地区の大型商業施設誘致計画や1990年代末に遊園地（Croydon Water Palace）が営業した場所でもある。空港町であったことを重んじ、近隣の小中学校2校（Waddon Infants School、Duppas Junior School）は2010年9月をもって「空港学校」The Aerodrome School として合併した。

## 小説
クロイドン空港を舞台にした探偵小説には、アガサ・クリスティ作「雲をつかむ死」Death in the Clouds（1935年）に加え、F・W・クロフツ 作「クロイドン発12時30分」 The 12.30 from Croydon（1934年）がある。また作中に空港名を登場させた作品には イーヴリン・ウォー 作Labels: A Mediterranean Journey（1930年）、エリザベス・ボウエン 作To the North（1932年）のほか、ウィンストン・チャーチルも著書 Thoughts and Adventures（1932年）で言及した。
作中で「現代のドンファン」をこの空港に向かわせるのは詩人W・H・オーデンである（1937年発表Letter to Lord Byron ）。

## 映画
- Airport（1935年）- 当時のShell Film Unit（シェルの映画部門）による記録映画。本空港の一日を題材としている。2024年現在、約16分に再編集されたバージョンがYouTubeの同社チャンネルで公開されている[16]。